# 沙治奧·比迪
沙治奧·比迪（Sergio Ángel Berti，1969年5月17日—）是一名已退役的阿根廷足球員，司職中場。他曾代表國家隊上陣23次，攻入兩球。